# 桐城南站
桐城南站位于中华人民共和国安徽省安庆市桐城市金神镇，曾拟用名香铺站、双港站、嬉子湖站，是京港高速铁路上的车站，由上海铁路局管辖。2020年12月22日与京港高速铁路合安段同日开通运营。

## 车站结构
| 侧式站台 |                                         |
|          | 京港高速铁路 往西九龙方向（安庆西站）   |
|          | 京港高速铁路 下行正线                   |
|          | 京港高速铁路 上行正线                   |
|          | 京港高速铁路 往北京丰台方向（桐城东站） |
| 侧式站台 |                                         |